# Triatlo nos Jogos Insulares de 2019
Nos Jogos Insulares de 2019, as disputas do Triatlo serão realizadas no dia 7 de julho, na Eastern Beach, em Gibraltar.

## Quadro de medalhas
| Pos                | Equipe             | Ouro | Prata | Bronze | Total |
| 1                  | Guernsey           | 2    | 2     | 0      | 4     |
| 2                  | Jersey             | 1    | 1     | 1      | 3     |
| 3                  | Ilhas Faroé        | 1    | 0     | 0      | 1     |
| 4                  | Ilha de Man        | 0    | 1     | 2      | 3     |
| 5                  | Shetland           | 0    | 0     | 1      | 1     |
| Totais (5 Equipes) | Totais (5 Equipes) | 4    | 4     | 4      | 12    |

## Resultados[2]
| Evento               | Ouro                               | Ouro        | Prata                      | Prata       | Bronze                     | Bronze      |
| -------------------- | ---------------------------------- | ----------- | -------------------------- | ----------- | -------------------------- | ----------- |
| Masculino individual | Guernsey Joshua Lewis              | 2:03:51     | Ilha de Man William Draper | 2:05:22     | Jersey Olliver Turner      | 2:06:00     |
| Equipe masculina     | Jersey                             | 06:29:48.00 | Guernsey                   | 06:33:16.00 | Ilha de Man                | 06:42:21.00 |
| Feminino individual  | Ilhas Faroé Súsanna Skylv Sørensen | 2:31:27     | Guernsey Megan Chapple     | 2:32:56     | Ilha de Man Lynsey Elliott | 2:36:59     |
| Equipe feminina      | Guernsey                           | 07:57:24.00 | Jersey                     | 08:00:19.00 | Shetland                   | 08:30:26.00 |